# Liste des ministres français du Commerce
Cet article présente la liste des ministres du Commerce.

## Premier Empire
- 16 janvier 1812 - 1er avril 1814 : Jean-Baptiste Collin, comte de Sussy (ministre des Manufactures et du Commerce)

## Seconde Restauration
- 29 janvier 1828 - 8 août 1829 : Pierre Barthélemy,comte de Saint Cricq

## Monarchie de Juillet
- 13 mars 1831 - 31 décembre 1832 : Antoine Maurice Apollinaire d'Argout (ministre du Commerce et des Travaux publics)
- 31 décembre 1832 - 4 avril 1834 : Adolphe Thiers (ministre du Commerce et des Travaux publics)
- 4 avril 1834 - 10 novembre 1834 : Charles Marie Tanneguy Duchâtel
- 10 novembre 1834 - 18 novembre 1834 : Jean-Baptiste Teste
- 18 novembre 1834 - 22 février 1836 : Charles Marie Tanneguy Duchâtel
- 22 février 1836 - 6 septembre 1836 : Hippolyte Passy
- 19 septembre 1836 - 31 mars 1839 : Nicolas Martin du Nord
- 31 mars 1839 - 12 mai 1839 : Adrien de Gasparin
- 12 mai 1839 - 1er mars 1840 : Laurent Cunin-Gridaine
- 1er mars 1840 - 29 octobre 1840 : Alexandre Goüin (ministre de l'Agriculture et du Commerce)
- 29 octobre 1840 - 24 février 1848 : Laurent Cunin-Gridaine

## Deuxième République
- 24 février 1848 - 11 mai 1848 : Eugène Bethmont
- 11 mai 1848 - 28 juin 1848 : Ferdinand Flocon
- 28 juin 1848 - 20 décembre 1848 : Charles Gilbert Tourret (ministre de l'Agriculture et du Commerce)
- 20 décembre 1848 - 29 décembre 1848 : Jacques Alexandre Bixio
- 9 décembre 1848 - 2 juin 1849 : Louis Joseph Buffet
- 2 juin 1849 - 31 octobre 1849 : Victor Lanjuinais
- 31 octobre 1849 - 9 janvier 1851 : Jean-Baptiste Dumas
- 9 janvier 1851 - 24 janvier 1851 : Louis Bernard Bonjean
- 24 janvier 1851 - 10 avril 1851 : Eugène Joseph Schneider
- 10 avril 1851 - 26 octobre 1851 : Louis Joseph Buffet
- 26 octobre 1851 - 26 novembre 1851 : François, comte de Casabianca

## Second Empire
- 26 novembre 1851 - 25 janvier 1852 : Noël Lefebvre-Duruflé
- 25 janvier 1852 - 14 février 1853 : Victor Fialin, comte de Persigny
- 23 juin 1853 - 3 février 1855 : Pierre Magne
- 3 février 1855 - 23 juin 1863 : Eugène Rouher
- 23 juin 1863 - 20 janvier 1867 : Louis Henri Armand Behic
- 20 janvier 1867 - 17 décembre 1868 : Adolphe Forcade Laroquette
- 17 décembre 1868 - 16 juillet 1869 : Edmond Humblot
- 17 juillet 1869 - 2 janvier 1870 : Alfred Le Roux
- 2 janvier 1870 - 10 août 1870 : Charles Louvet
- 10 août 1870 - 4 septembre 1870 : Clément Duvernois

## Troisième République
- 4 septembre 1870 - 19 février 1871 : Pierre Magnin
- 19 février 1871 - 5 juin 1871 : Félix Lambrecht
- 5 juin 1871 - 6 février 1872 : Victor Lefranc
- 6 février 1872 - 23 avril 1872 : Eugène de Goulard
- 23 avril 1872 - 25 mai 1873 : Pierre Teisserenc de Bort
- 25 mai 1873 - 26 novembre 1873 : Marie de La Bouillerie
- 29 novembre 1873 - 22 mai 1874 : Alfred Deseilligny
- 22 mai 1874 - 10 mars 1875 : Louis Grivart
- 10 mars 1875 - 9 mars 1876 : Alfred de Meaux
- 9 mars 1876 - 17 mai 1877 : Pierre Teisserenc de Bort
- 17 mai 1877 - 23 novembre 1877 : Alfred de Meaux
- 23 novembre 1877 - 13 décembre 1877 : Jules Ozenne
- 13 décembre 1877 - 4 février 1879 : Pierre Teisserenc de Bort
- 4 février 1879 - 4 mars 1879 : Charles Lepère
- 5 mars 1879 - 14 novembre 1881 : Pierre Tirard
- 14 novembre 1881 - 30 janvier 1882 : Maurice Rouvier
- 30 janvier 1882 - 7 août 1882 : Pierre Tirard
- 7 août 1882 - 21 février 1883 : Pierre Legrand
- 21 février 1883 - 14 octobre 1884 : Anne-Charles Hérisson
- 14 octobre 1884 - 6 avril 1885 : Maurice Rouvier
- 6 avril 1885 -  6 janvier 1886 : Pierre Legrand
- 6 janvier 1886 - 7 janvier 1886 : Lucien Dautresme
- 7 janvier 1886 - 30 mai 1887 : Édouard Lockroy
- 30 mai 1887 - 3 avril 1888 : Lucien Dautresme
- 3 avril 1888 - 22 février 1889 : Pierre Legrand
- 22 février 1889 - 17 mars 1890 : Pierre Tirard
- 17 mars 1890 - 6 décembre 1892 : Jules Roche
- 6 décembre 1892 - 4 avril 1893 : Jules Siegfried
- 4 avril 1893 - 3 décembre 1893 : Louis Terrier
- 3 décembre 1893 - 30 mai 1894 : Jean Marty
- 30 mai 1894 - 26 janvier 1895 : Victor Lourties
- 26 janvier 1895 - 1er novembre 1895 : André Lebon
- 1er novembre 1895 - 29 avril 1896 : Gustave Mesureur
- 29 avril 1896 - 28 juin 1898 : Henry Boucher
- 28 juin 1898 - 1er novembre 1898 : Émile Maruéjouls
- 1er novembre 1898 - 22 juin 1899 : Paul Delombre
- 22 juin 1899 - 7 juin 1902 : Alexandre Millerand
- 7 juin 1902 - 24 janvier 1905 : Georges Trouillot
- 24 janvier 1905 - 12 novembre 1905 : Fernand Dubief
- 12 novembre 1905 - 14 mars 1906 : Georges Trouillot
- 14 mars 1906 - 4 janvier 1908 : Gaston Doumergue
- 4 janvier 1908 - 24 juillet 1909 : Jean Cruppi
- 24 juillet 1909 - 2 mars 1911 : Jean Dupuy
- 2 mars 1911 - 27 juin 1911 : Alfred Massé
- 27 juin 1911 - 14 janvier 1912 : Maurice Couyba
- 14 janvier 1912 - 21 janvier 1913 : Fernand David
- 21 janvier 1913 - 22 mars 1913 : Gabriel Guist'hau
- 22 mars 1913 - 9 décembre 1913 : Alfred Massé
- 9 décembre 1913 - 17 mars 1914 : Louis Malvy
- 17 mars 1914 - 9 juin 1914 : Raoul Péret
- 9 juin 1914 - 13 juin 1914 : Marc Réville
- 13 juin 1914 - 29 octobre 1915 : Gaston Thomson
- 29 octobre 1915 - 16 novembre 1917 : Étienne Clémentel
- 16 novembre 1917 - 5 mai 1919 : Étienne Clémentel
- 5 mai 1919 - 27 novembre 1919 : Étienne Clémentel
- 27 novembre 1919 - 20 janvier 1920 : Louis Dubois
- 20 janvier 1920 - 16 janvier 1921 : Auguste Isaac
- 16 janvier 1921 - 29 mars 1924 : Lucien Dior
- 29 mars 1924 - 9 juin 1924 : Louis Loucheur
- 9 juin 1924 - 14 juin 1924 : Pierre-Étienne Flandin
- 14 juin 1924 - 17 avril 1925 : Eugène Raynaldy
- 17 avril 1925 - 29 octobre 1925 : Charles Chaumet
- 29 octobre 1925 - 23 juin 1926 : Charles Daniel-Vincent
- 23 juin 1926 - 19 juillet 1926 : Fernand Chapsal
- 19 juillet 1926 - 23 juillet 1926 : Louis Loucheur
- 23 juillet 1926 - 2 septembre 1928 : Maurice Bokanowski
- 14 septembre 1928 - 11 novembre 1928 : Henry Chéron
- 11 novembre 1928 - 3 novembre 1929 : Georges Bonnefous
- 3 novembre 1929 - 21 février 1930 : Pierre-Étienne Flandin
- 21 février 1930 - 2 mars 1930 : Georges Bonnet
- 2 mars 1930 - 13 décembre 1930 : Pierre-Étienne Flandin
- 13 décembre 1930 - 27 janvier 1931 : Louis Loucheur
- 27 janvier 1931 - 20 février 1932 : Louis Rollin
- 20 février 1932 - 3 juin 1932 : Louis Rollin
- 3 juin 1932 - 31 janvier 1933 : Julien Durand
- 31 janvier 1933 - 26 octobre 1933 : Louis Serre
- 26 octobre 1933 - 30 janvier 1934 : Laurent Eynac
- 30 janvier 1934 - 9 février 1934 : Jean Mistler
- 9 février 1934 - 8 novembre 1934 : Lucien Lamoureux
- 8 novembre 1934 - 1er juin 1935 : Paul Marchandeau
- 1er juin 1935 - 7 juin 1935 : Laurent Eynac
- 7 juin 1935 - 4 juin 1936 : Georges Bonnet
- 4 juin 1936 - 22 juin 1937 : Paul Bastid
- 22 juin 1937 - 18 janvier 1938 : Fernand Chapsal
- 18 janvier 1938 - 10 avril 1938 : Pierre Cot
- 10 avril 1938 - 21 mars 1940 : Fernand Gentin
- 21 mars 1940 - 18 mai 1940 : Louis Rollin
- 18 mai 1940 - 5 juin 1940 : Léon Baréty
- 5 juin 1940 - 16 juin 1940 : Albert Chichery
- 16 juin 1940 - 12 juillet 1940 : Yves Bouthillier

## Comité français de Libération nationale
- 7 juin 1943 - 9 novembre 1943 : André Diethelm (Commissaire)

## Quatrième République
- 22 janvier 1947 - 11 août 1947 : Jean Letourneau
- 11 août 1947 - 22 octobre 1947 : Robert Lacoste
- 24 novembre 1947 - 7 février 1950 : Robert Lacoste
- 7 février 1950 - 11 août 1951 : Jean-Marie Louvel
- 11 août 1951 - 20 janvier 1952 : Pierre Pflimlin
- 20 janvier 1952 - 8 mars 1952 : Édouard Bonnefous
- 8 mars 1952 - 8 janvier 1953 : Jean-Marie Louvel
- 8 janvier 1953 - 11 février 1953 : Paul Ribeyre
- 11 février 1953 - 28 juin 1953 : Guy Petit
- 28 juin 1953 - 19 juin 1954 : Jean-Marie Louvel
- 19 juin 1954 - 3 septembre 1954 : Maurice Bourgès-Maunoury
- 3 septembre 1954 - 23 février 1955 : Henri Ulver
- 23 février 1955 - 1er février 1956 : André Morice
- 6 novembre 1957 - 1er juin 1958 : Paul Ribeyre
- 9 juin 1958 - 8 janvier 1959 : Édouard Ramonet

## Cinquième République
| Ministre délégué ou secrétaire d'État                | Intitulé | Ministre de tutelle                                                | Intitulé | Gouvernement                       | Date                            |
| Présidence de Charles de Gaulle                      | Présidence de Charles de Gaulle | Présidence de Charles de Gaulle                                    | Présidence de Charles de Gaulle                                                                                     | Présidence de Charles de Gaulle    | Présidence de Charles de Gaulle |
| ---------------------------------------------------- | --- | ------------------------------------------------------------------ | --- | ---------------------------------- | ------------------------------- |
| Joseph Fontanet (fonctions attribuées le 20/01/1959) | Secrétaire d'État à l'Industrie et au Commerce | Jean-Marcel Jeanneney                                              | Ministre de l'Industrie et du Commerce                                                                              | Debré                              | 08/01/1959 17/11/1959           |
| Joseph Fontanet                                      | Secrétaire d'État au Commerce intérieur | Antoine Pinay (jusqu'au 13/01/1960) Wilfrid Baumgartner            | Ministre des Finances et des Affaires économiques                                                                   | Debré                              | 17/11/1959 24/08/1961           |
| François Missoffe                                    | Secrétaire d'État au Commerce intérieur | Wilfrid Baumgartner (jusqu'au 18/01/1962) Valéry Giscard d'Estaing | Ministre des Finances et des Affaires économiques                                                                   | Debré                              | 24/08/1961 14/04/1962           |
| François Missoffe                                    | Secrétaire d'État au Commerce intérieur | Valéry Giscard d'Estaing                                           | Ministre des Finances et des Affaires économiques                                                                   | Pompidou 1                         | 15/04/1962 28/11/1962           |
| Aucun                                                | Aucun | Aucun                                                              | Aucun | Pompidou 2                         | 06/12/1962 08/01/1966           |
| Aucun                                                | Aucun | Aucun                                                              | Aucun | Pompidou 3                         | 08/01/1966 01/04/1967           |
| Aucun                                                | Aucun | Aucun                                                              | Aucun | Pompidou 4                         | 07/04/1967 10/07/1968           |
| Aucun                                                | Aucun | Aucun                                                              | Aucun | Couve de Murville                  | 12/07/1968 20/06/1969           |
| Présidence de Georges Pompidou                       | |                                                                    | |                                    |                                 |
| Jean Bailly (fonctions attribuées le 03/07/1969)     | Secrétaire d'État au Commerce | Valéry Giscard d'Estaing                                           | Ministre de l'Économie et des Finances                                                                              | Chaban-Delmas                      | 22/06/1969 05/07/1972           |
| Yvon Bourges                                         | Ministre du Commerce et de l'Artisanat | Plein exercice                                                     | Plein exercice | Messmer 1                          | 06/07/1972 28/03/1973           |
| Jean Royer                                           | Ministre du Commerce et de l'Artisanat | Plein exercice                                                     | Plein exercice | Messmer 2                          | 05/04/1973 27/02/1974           |
| Aucun                                                | Aucun | Yves Guéna                                                         | Ministre de l'Industrie, du Commerce et de l'Artisanat                                                              | Messmer 3                          | 01/03/1974 27/05/1974           |
| Présidence de Valéry Giscard d'Estaing               | |                                                                    | |                                    |                                 |
| Vincent Ansquer                                      | Ministre du Commerce et de l'Artisanat | Plein exercice                                                     | Plein exercice | Chirac 1                           | 28/05/1974 25/08/1976           |
| Pierre Brousse                                       | Ministre du Commerce et de l'Artisanat | Plein exercice                                                     | Plein exercice | Barre 1                            | 27/08/1976 29/03/1977           |
| Antoine Rufenacht (à partir du 01/04/1977)           | Secrétaire d'État | René Monory                                                        | Ministre de l'Industrie, du Commerce et de l'Artisanat                                                              | Barre 2                            | 30/03/1977 31/03/1978           |
| Claude Coulais (à partir du 01/04/1977)              | Secrétaire d'État | René Monory                                                        | Ministre de l'Industrie, du Commerce et de l'Artisanat                                                              | Barre 2                            | 30/03/1977 31/03/1978           |
| Jacques Barrot                                       | Ministre du Commerce et de l'Artisanat | Plein exercice                                                     | Plein exercice | Barre 3                            | 05/04/1978 04/07/1979           |
| Maurice Charretier                                   | Ministre du Commerce et de l'Artisanat | Plein exercice                                                     | Plein exercice | Barre 3                            | 04/07/1979 13/05/1981           |
| Présidence de François Mitterrand                    | |                                                                    | |                                    |                                 |
| André Delelis                                        | Ministre du Commerce et de l'Artisanat | Plein exercice                                                     | Plein exercice | Mauroy 1                           | 22/05/1981 22/06/1981           |
| André Delelis                                        | Ministre du Commerce et de l'Artisanat | Plein exercice                                                     | Plein exercice | Mauroy 2                           | 23/06/1981 22/03/1983           |
| Michel Crépeau                                       | Ministre du Commerce et de l'Artisanat | Plein exercice                                                     | Plein exercice | Mauroy 3                           | 22/03/1983 17/07/1984           |
| Jean-Marie Bockel (à partir du 23/07/1984)           | Secrétaire d'État | Michel Crépeau                                                     | Ministre du Commerce, de l'Artisanat et du Tourisme                                                                 | Fabius                             | 19/07/1984 19/02/1986           |
| Aucun                                                | Aucun | Jean-Marie Bockel                                                  | Ministre du Commerce, de l'Artisanat et du Tourisme                                                                 | Fabius                             | 19/02/1986 20/03/1986           |
| Georges Chavanes (à partir du 25/03/1986)            | Ministre délégué au Commerce, à l'Artisanat et aux Services | Édouard Balladur                                                   | Ministre d'État, chargé de l'Économie, des Finances et de la Privatisation                                          | Chirac 2                           | 20/03/1986 10/05/1988           |
| François Doubin                                      | Ministre délégué chargé du Commerce, de l'Artisanat et du Tourisme | Roger Fauroux                                                      | Ministre de l'Industrie, du Commerce extérieur et de l'Aménagement du territoire                                    | Rocard 1                           | 12/05/1988 23/06/1988           |
| François Doubin                                      | Ministre délégué chargé du Commerce et de l'Artisanat | Roger Fauroux                                                      | Ministre de l'Industrie et de l'Aménagement du territoire                                                           | Rocard 2                           | 28/06/1988 15/05/1991           |
| François Doubin                                      | Ministre délégué au Commerce et à l'Artisanat | Pierre Bérégovoy                                                   | Ministre d'État, ministre de l'Économie, des Finances et du Budget                                                  | Cresson                            | 16/05/1991 25/05/1991           |
| François Doubin                                      | Ministre délégué à l'Artisanat, au Commerce et à la Consommation | Pierre Bérégovoy                                                   | Ministre d'État, ministre de l'Économie, des Finances et du Budget                                                  | Cresson                            | 25/05/1991 02/04/1992           |
| Jean-Marie Rausch                                    | Ministre délégué au Commerce et à l'Artisanat | Michel Sapin                                                       | Ministre de l'Économie et des Finances                                                                              | Bérégovoy                          | 02/04/1992 02/10/1992           |
| Gilbert Baumet                                       | Ministre délégué au Commerce et à l'Artisanat | Michel Sapin                                                       | Ministre de l'Économie et des Finances                                                                              | Bérégovoy                          | 02/10/1992 29/03/1993           |
| Alain Madelin                                        | Ministre des Entreprises et du Développement économique, chargé des Petites et moyennes entreprises et du Commerce et de l'Artisanat                                  | Plein exercice                                                     | Plein exercice | Balladur                           | 30/03/1993 11/05/1995           |
| Présidence de Jacques Chirac                         | |                                                                    | |                                    |                                 |
| Jean-Pierre Raffarin                                 | Ministre des Petites et moyennes entreprises, du Commerce et de l'Artisanat                                                                                           | Plein exercice                                                     | Plein exercice | Juppé 1                            | 18/05/1995 07/11/1995           |
| Jean-Pierre Raffarin                                 | Ministre des Petites et moyennes entreprises, du Commerce et de l'Artisanat                                                                                           | Plein exercice                                                     | Plein exercice | Juppé 2                            | 07/11/1995 02/06/1997           |
| Marylise Lebranchu                                   | Secrétaire d'État aux Petites et moyennes entreprises, au Commerce et à l'Artisanat                                                                                   | Dominique Strauss-Kahn (jusqu'au 02/11/1999) Christian Sautter     | Ministre de l'Économie, des Finances et de l'Industrie                                                              | Jospin                             | 04/06/1997 27/03/2000           |
| Marylise Lebranchu                                   | Secrétaire d'État aux Petites et moyennes entreprises, au Commerce, à l'Artisanat et à la Consommation                                                                | Laurent Fabius                                                     | Ministre de l'Économie, des Finances et de l'Industrie                                                              | Jospin                             | 27/03/2000 18/10/2000           |
| François Patriat                                     | Secrétaire d'État aux Petites et moyennes entreprises, au Commerce, à l'Artisanat et à la Consommation                                                                | Laurent Fabius                                                     | Ministre de l'Économie, des Finances et de l'Industrie                                                              | Jospin                             | 18/10/2000 25/02/2002           |
| Christian Pierret                                    | Secrétaire d'État à l'Industrie, aux Petites et moyennes entreprises, au Commerce, à l'Artisanat et à la Consommation                                                 | Laurent Fabius                                                     | Ministre de l'Économie, des Finances et de l'Industrie                                                              | Jospin                             | 25/02/2002 06/05/2002           |
| Renaud Dutreil                                       | Secrétaire d'État aux Petites et moyennes entreprises, au Commerce, à l'Artisanat et aux Professions libérales                                                        | Francis Mer                                                        | Ministre de l'Économie, des Finances et de l'Industrie                                                              | Raffarin 1                         | 07/05/2002 17/06/2002           |
| Renaud Dutreil                                       | Secrétaire d'État aux Petites et moyennes entreprises, au Commerce, à l'Artisanat, aux Professions libérales et à la Consommation                                     | Francis Mer                                                        | Ministre de l'Économie, des Finances et de l'Industrie                                                              | Raffarin 2                         | 17/06/2002 30/03/2004           |
| Christian Jacob                                      | Ministre délégué aux Petites et moyennes entreprises, au Commerce, à l'Artisanat, aux Professions libérales et à la Consommation                                      | Nicolas Sarkozy                                                    | Ministre d'État, ministre de l'Économie, des Finances et de l'Industrie                                             | Raffarin 3                         | 31/03/2004 29/11/2004           |
| Christian Jacob                                      | Ministre des Petites et moyennes entreprises, du Commerce, de l'Artisanat, des Professions libérales et de la Consommation                                            | Plein exercice                                                     | Plein exercice | Raffarin 3                         | 29/11/2004 31/05/2005           |
| Renaud Dutreil                                       | Ministre des Petites et moyennes entreprises, du Commerce, de l'Artisanat et des Professions libérales                                                                | Plein exercice                                                     | Plein exercice | De Villepin                        | 02/06/2005 15/05/2007           |
| Présidence de Nicolas Sarkozy                        | |                                                                    | |                                    |                                 |
| Aucun                                                | Aucun | Aucun                                                              | Aucun | Fillon 1                           | 18/05/2007 18/06/2007           |
| Aucun                                                | Aucun | Aucun                                                              | Aucun | Fillon 2                           | 19/06/2007 18/03/2008           |
| Hervé Novelli                                        | Secrétaire d'État chargé du Commerce, de l'Artisanat, des Petites et moyennes entreprises, du Tourisme et des Services                                                | Christine Lagarde                                                  | Ministre de l'Économie, de l'Industrie et de l'Emploi                                                               | Fillon 2                           | 18/03/2008 23/06/2009           |
| Hervé Novelli                                        | Secrétaire d'État chargé du Commerce, de l'Artisanat, des Petites et moyennes entreprises, du Tourisme, des Services et de la Consommation                            | Christine Lagarde                                                  | Ministre de l'Économie, de l'Industrie et de l'Emploi                                                               | Fillon 2                           | 23/06/2009 13/11/2010           |
| Frédéric Lefebvre                                    | Secrétaire d'État chargé du Commerce, de l'Artisanat, des Petites et moyennes entreprises, du Tourisme, des Services, des Professions libérales et de la Consommation | Christine Lagarde (jusqu'au 29/06/2011) François Baroin            | Ministre de l'Économie, des Finances et de l'Industrie                                                              | Fillon 3                           | 14/11/2010 10/05/2012           |
| Présidence de François Hollande                      | |                                                                    | |                                    |                                 |
| Sylvia Pinel                                         | Ministre déléguée chargée du Commerce, de l'Artisanat et du Tourisme                                                                                                  | Arnaud Montebourg                                                  | Ministre du Redressement productif                                                                                  | Ayrault 1                          | 16/05/2012 18/06/2012           |
| Aucun                                                | Aucun | Sylvia Pinel                                                       | Ministre du Commerce, de l'Artisanat et du Tourisme                                                                 | Ayrault 2                          | 21/06/2012 31/03/2014           |
| Valérie Fourneyron (à partir du 09/04/2014)          | Secrétaire d'État chargée du Commerce, de l'Artisanat, de la Consommation et de l'Économie sociale et solidaire                                                       | Arnaud Montebourg                                                  | Ministre de l'Économie, du Redressement productif et du Numérique                                                   | Valls 1                            | 02/04/2014 03/06/2014           |
| Carole Delga                                         | Secrétaire d'État chargée du Commerce, de l'Artisanat, de la Consommation et de l'Économie sociale et solidaire                                                       | Arnaud Montebourg                                                  | Ministre de l'Économie, du Redressement productif et du Numérique                                                   | Valls 1                            | 03/06/2014 25/08/2014           |
| Carole Delga                                         | Secrétaire d'État chargée du Commerce, de l'Artisanat, de la Consommation et de l'Économie sociale et solidaire                                                       | Emmanuel Macron                                                    | Ministre de l'Économie, de l'Industrie et du Numérique                                                              | Valls 2                            | 26/08/2014 17/06/2015           |
| Martine Pinville                                     | Secrétaire d'État chargée du Commerce, de l'Artisanat, de la Consommation et de l'Économie sociale et solidaire                                                       | Emmanuel Macron (jusqu'au 30/08/2016) Michel Sapin                 | Ministre de l'Économie, de l'Industrie et du Numérique (jusqu'au 30/08/2016) Ministre de l'Économie et des Finances | Valls 2                            | 17/06/2015 06/12/2016           |
| Martine Pinville                                     | Secrétaire d'État chargée du Commerce, de l'Artisanat, de la Consommation et de l'Économie sociale et solidaire                                                       | Michel Sapin                                                       | Ministre de l'Économie et des Finances                                                                              | Cazeneuve                          | 06/12/2016 10/05/2017           |
| Présidence d'Emmanuel Macron                         | |                                                                    | |                                    |                                 |
| Aucun                                                | Aucun | Aucun                                                              | Aucun | Philippe 1 Philippe 2 Castex Borne | 17/05/2017 04/07/2022           |
| Olivia Grégoire                                      | Ministre déléguée chargée des Petites et Moyennes Entreprises, du Commerce, de l'Artisanat et du Tourisme                                                             | Bruno Le Maire                                                     | Ministre de l’Économie, des Finances et de la Souveraineté industrielle et numérique                                | Borne                              | 04/07/2022 11/01/2024           |
| Olivia Grégoire                                      | Ministre déléguée chargée des Entreprises, du Tourisme et de la Consommation                                                                                          | Bruno Le Maire                                                     | Ministre de l’Économie, des Finances et de la Souveraineté industrielle et numérique                                | Attal                              | 08/02/2024 21/09/2024           |
| Françoise Gatel                                      | Ministre déléguée chargée de la Ruralité, du Commerce et de l’Artisanat                                                                                               | Catherine Vautrin                                                  | Ministre du Partenariat avec les territoires et de la Décentralisation                                              | Barnier                            | 21/09/2024 23/12/2024           |
| Véronique Louwagie                                   | Ministre déléguée chargée du Commerce, de l'Artisanat, des PME et de l'Économie sociale et solidaire                                                                  | Éric Lombard                                                       | Ministre de l'Économie, des Finances et de la Souveraineté industrielle et numérique                                | Bayrou                             | 23/12/2024 en cours             |